# ليديا ويلسون
ليديا ويلسون (بالإنجليزية: Lydia Wilson)‏ هي ممثلة أمريكية وبريطانية، ولدت في 1984 في المملكة المتحدة.

## أعمال

### أفلام
- (2013) عن الوقت[6]
- (2016) ستار تريك بيوند[7][8]

## وصلات خارجية
- ليديا ويلسون على موقع IMDb (الإنجليزية)
- ليديا ويلسون على موقع روتن توميتوز (الإنجليزية)
- ليديا ويلسون على موقع أول موفي (الإنجليزية)
- ليديا ويلسون على موقع قاعدة بيانات برودواي على الإنترنت (الإنجليزية)
- ليديا ويلسون على موقع قاعدة بيانات الفيلم (الإنجليزية)